# Pseudendestes robertsi
Pseudendestes robertsi is een keversoort uit de familie somberkevers (Zopheridae). De wetenschappelijke naam van de soort werd in 1980 gepubliceerd door John F. Lawrence.